# ستبرنوک
ستبرنوک‌ها (به انگلیسی: Ani) (نام علمی: Crotophaga)، نام یک سرده از تیره کوکو است.

## گونه‌ها
- ستبرنوک بزرگ،  Crotophaga major
- ستبرنوک نرم‌نوک،  Crotophaga ani
- ستبرنوک شیارنوک،  Crotophaga sulcirostris